# 保林采拉
保林采拉（德語：Paulinzella），是德国图林根州中部萨尔费尔德-鲁多尔施塔特县的罗滕巴赫镇东部的一个小村落，人口只有一百二十人。这个地方因为有保林采拉修道院而闻名。該修道院是德国现存最大的罗马式修道院遗址。

## 地理
保林采拉坐落于罗滕巴赫镇的山谷中，位于罗滕巴赫镇街區西北大约五公里处，距离施塔特伊尔姆南面十一公里，西接伊尔默瑙，东临鲁道尔施塔特。村庄周围是广袤的保林采拉森林。这片森林西面有Gräfinau-Angstedt村，Singen, Gösselborn和Hengelbac这三个村在北面。Solsdorf村在东面， Milbitz村在东南面，还有 Horba和Königsee这两个村在南面。

## 词源
保林采拉的名字取自耶稣使徒保罗（或译“保禄”）Paulin是拉丁语Paulus的变体 ，Zella来自拉丁语cella（修道院），连起来的意思就是保罗修道院。

## 历史

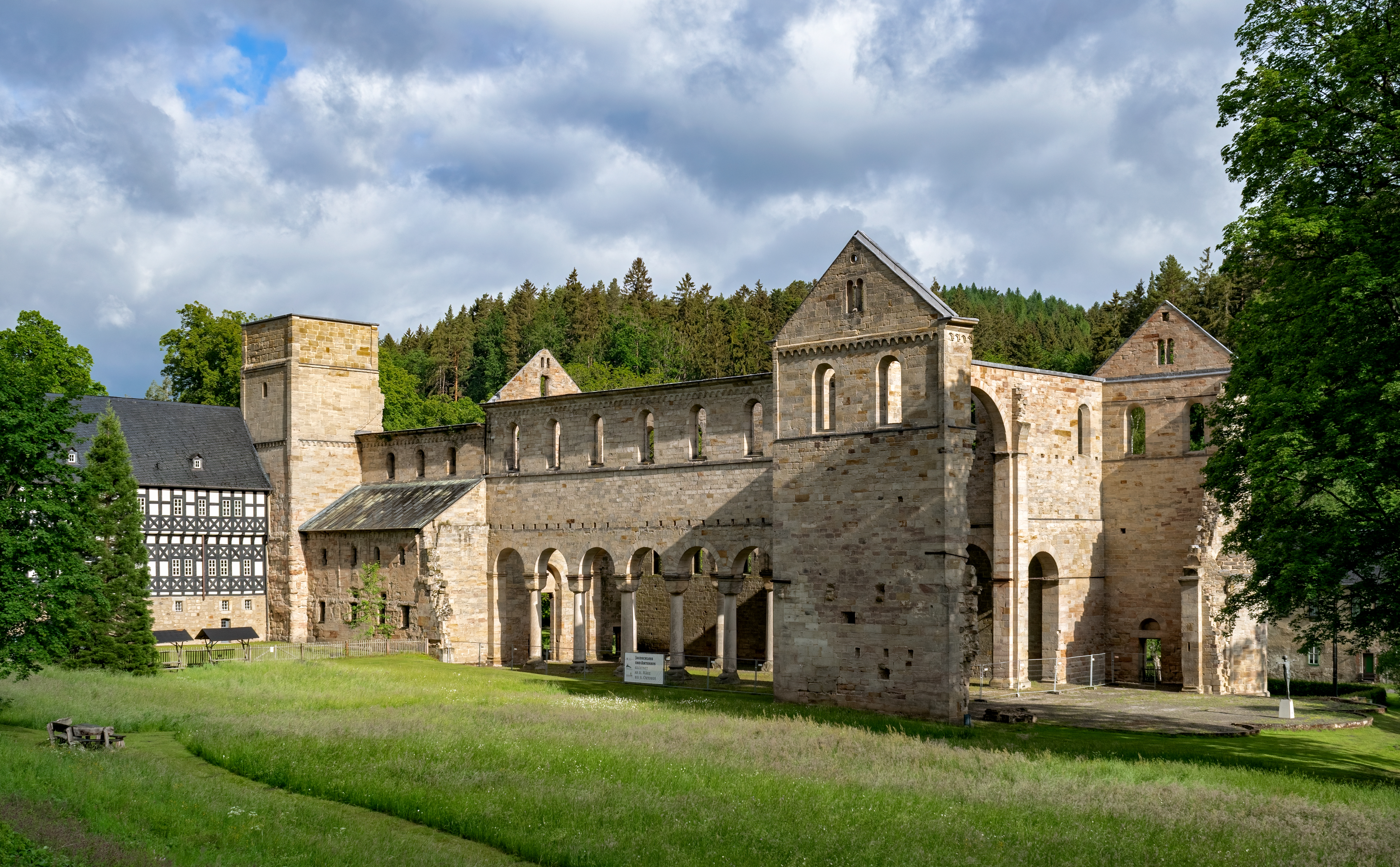
修道院遗址

建立这个村庄的是Paulinzella修道院，在公元1102 年被本笃会修女建立。修道院在1542年被施瓦茨堡伯国改革后解散。不久以后在原先修道院的土地上，施瓦茨堡-鲁道尔施塔特（Schwarzburg - Rudolstadt）的王室修建了一个小型的狩猎行宫。德国著名诗人席勒在1788年访问了这个修道院遗址，歌德对这个遗址不感兴趣。尽管这个遗址距离歌德常住多年的伊尔默瑙（Ilmenau）不远，但他一次也没有来过。第一次使歌德注意到这个遗址的是波瓦塞雷（Sulpiz Boisserée），他是一个绘画，建筑历史学家，曾是科隆大教堂建设的重要支持者。1817年在他的推荐下六十四岁的歌德参观了这个修道院遗址，并在日记中写道，"四十年来我骑马，坐车，足迹踏遍了图林根的土地，居然从未到过保罗修道院，···。”（原文：„Seit vierzig Jahren zu Wagen, Pferd und Fuß Thüringen kreuz und quer durchwandert, war ich niemals nach Paulinzella gekommen, …“ ）
在十九世纪，人们第一次认可了这个年代久远漂亮且巨大的罗马式修道遗址。不可不说不是歌德的功劳。
1895年人们在这个村附近设立一个火车停靠站，这条铁路线从阿恩施塔特（Arnstadt）经过施塔特伊尔姆（Stadtilm）达到萨尔费尔德（Saalfeld）。

## 当地名人
- 东德时期的林务官兼作家kurt Bachor(1916–1990)生活和工作在Paulinzella。他在二十世纪六七十年代写了很多有关Paulinzella森林和野生动物的书籍。
- 约翰·弗里德希·舒茨（Johann Friedrich Schulze  1793年1月27日-1858年2月9日），一个德国管风琴制作大师，制作过多于一百多部的管风琴而闻名。这个舒茨管风琴制作世家世代活跃在Milbitz和Paulinzella地区。

## 文献
- Ernst Anemüller: Goethe und Paulinzelle（歌德和Paulinzella）. In: W. Flach (Hrsg.): Forschungen zur Schwarzburgischen Geschichte.（探索施瓦茨堡的历史） 1935, S. 198-206.

## 链接
- Seite über Paulinzella auf der Homepage der Gemeinde Rottenbach（在 Rottenbach的主页上关于Paulinzella的页面） （页面存档备份，存于）